# Zbigniew Czerwiński (żużlowiec)
Zbigniew Czerwiński (ur. 18 listopada 1982 w Rybniku) – polski żużlowiec.
Licencję zdobył w 1999 roku w barwach RKM Rybnik, lecz został wypożyczony do Włókniarza Częstochowa, gdzie spędził trzy lata. W sezonie 2002 wrócił do RKM-u. W 2003 roku Czerwiński znów trafił do Częstochowy, gdzie spędził kolejne dwa lata. W 2005 roku ponownie powrócił do Rybnika, gdzie jeździł przez następne dwa lata, w tym w 2006 roku, gdy rybnicki klub ścigał się w Ekstralidze. W 2007 roku przeszedł do KM Ostrów Wielkopolski. Po roku startów w pierwszej lidze, zawodnik trafił na drugoligowe tory, tym razem do ukraińskiej drużyny Speedway Równe. Pod koniec sezonu 2008 jako zawodnik ukraińskiego klubu uległ poważnemu wypadkowi. W sezonie 2009 Zbigniew powrócił do RKM-u, tym razem startującego w I lidze. W sezonie 2010 trafił na tory drugoligowe i znów do ostrowskiej drużyny, tym razem pod nazwą Ostrovia Ostrów Wielkopolski. W sezonie 2012 reprezentuje barwy Unibaxu Toruń.

## Kariera
Liga polska:
- RKM Rybnik                                           1999 – w barwach rybnickiej drużyny zdobył tylko licencję
- Włókniarz Częstochowa                                1999–2001
- RKM Rybnik                                           2002
- Włókniarz Częstochowa                                2003–2004
- RKM Rybnik                                           2005–2006
- KM Ostrów Wielkopolski 2007
- Speedway Równe                         2008
- RKM Rybnik                                           2009
- Ostrovia Ostrów Wielkopolski            2010
- Unibax Toruń                                2012

## Sukcesy
- Brązowy medal Indywidualnych Mistrzostw Europy Juniorów (2000)
- Mistrzostwo Polski z Włókniarzem Częstochowa (2003)
- 3. miejsce z Włókniarzem Częstochowa (2004)